# キッチン (小説)
『キッチン』は、吉本ばななの短編小説、およびそれを表題作とする短編集。1989年と1997年にそれぞれ映画化されている。

## 概要
短編集『キッチン』は1988年1月30日、福武書店から刊行された。1991年10月、福武文庫として文庫化。1998年6月、角川文庫として文庫化。2002年7月、新潮文庫として文庫化。2013年10月26日、電子書籍版が幻冬舎より発売された。収録作品は以下のとおり。
|   | タイトル               | 掲載誌等             | 備考                                                            |
| - | ---------------------- | -------------------- | --------------------------------------------------------------- |
| 1 | キッチン               | 『海燕』1987年11月号 | 第6回海燕新人文学賞を受賞。                                     |
| 2 | 満月 キッチン2         | 『海燕』1988年2月号  |                                                                 |
| 3 | ムーンライト・シャドウ | 大学の卒業制作       | 1987年に日本大学芸術学部長賞を受賞。 第16回泉鏡花文学賞を受賞。 |

上記卒業制作の副論文「MAKING OF "MOONLIGHT SHADOW"」によれば、「ムーンライト・シャドウ」はマイク・オールドフィールドが1983年に発表した同名のシングル曲が原型となっているという。
短編集『キッチン』は1988年年間ベストセラーの総合17位と、1989年年間ベストセラーの総合2位を記録した。

## あらすじ

### キッチン
両親と祖父を早くに亡くし、祖母と暮らしてきた大学生・桜井みかげだが、その祖母さえも亡くしてしまい、天涯孤独の身となる。ある時、同じ大学の学生で、祖母の行きつけの花屋でアルバイトしていた田辺雄一に声をかけられ、雄一宅に居候することとなる。雄一はゲイバーを経営する母・えり子（実は父・雄司）とマンションで2人暮らしである。みかげは田辺家の台所に続く居間のソファで眠るようになり、風変わりなえり子・雄一親子とも少しずつ打ち解けていく。かつてのボーイフレンドとの再会などを経て、日を追うごとに祖母の死を受け入れ、みかげの心は再生していく。
なお、作中に「キッチン」という語は結末近くに一度しか登場せず、それ以外の箇所では「台所」という語が使われている。
菊池桃子が歌った『二人のNIGHT DIVE』（1984年発売のアルバム『OCEAN SIDE』に収録）の歌詞が挿入されている。

### 満月 キッチン2
みかげは休学していた大学をきっぱりやめ、世話になった田辺家からも独立して、有名な料理研究家のアシスタントとして働いていた。そのみかげのもとに雄一から、えり子が店の客に殺害されたと連絡が入る。急いで田辺家に駆けつけたみかげは、そのまま雄一と同居生活に入る。しかし雄一に一方的に思いを寄せている大学生・奥野がみかげの職場に押しかけてくるなど、家族でも恋人でもない2人の同居は周囲に理解されることはない。えり子の死から立ち直れずにいる雄一は姿をくらます。伊豆へ出張していたみかげは、たまたま入った食堂で食べたカツ丼に感動する。そして、深夜にタクシーを走らせ、ちかちゃん（えり子の店のチーフ）にもらった雄一の居場所が書いてあるメモを頼りに、彼に出来たてのカツ丼を届けようとする。

## 登場人物
桜井みかげ（私）
主人公で語り手。大学生だが休学中。両親、祖父母を失い、祖母の知人であった雄一の家に引き取られる。その後『満月』では退学し、料理研究家のアシスタントとして働く。
田辺雄一
みかげと同じ大学の学生。みかげより一つ年下で、手足が長く、きれいな顔立ちの青年。みかげの祖母の行きつけの花屋でアルバイトしていた。
えり子さん
雄一の母（実は父）。本名は雄司。妻をがんで失い、性転換してゲイバーを経営し、雄一を育ててきた。『満月』で店の客に殺害される。
宗太郎
みかげの元彼氏。
奥野
『満月』に登場。雄一の大学のクラスメートで、雄一に思いを寄せ、みかげに敵意を抱く。
栗ちゃん
『満月』に登場。みかげの職場の同僚。陽気でかわいらしい。
典ちゃん
『満月』に登場。みかげの職場の同僚。美人のお嬢様的な女性。
ちかちゃん
『満月』に登場。えり子さんが経営していたゲイバーの従業員。昔は営業マンとして働いていた。えり子さん亡き後店を継ぐ。泣き虫。

## 映画

### 1989年版
森田芳光監督により映画化され、1989年10月29日に公開された。北海道函館市でロケが行われている。

#### あらすじ（1989年版）
両親と祖父母を失い天涯孤独になった少女・みかげと、知人の雄一、雄一の母（実は父）・絵理子との交流、心の再生を描く。

#### キャスト（1989年版）
- 桜井みかげ：川原亜矢子
- 田辺雄一：松田ケイジ
- 田辺絵理子：橋爪功
- おばあちゃん：吉住小昇
- 木原茂：後藤直樹
- ちかちゃん：中島陽典
- 奥野真美：松浦佐紀
- 松原多美恵：浦江アキコ
- 大家三郎：入船亭扇橋
- 麦原真己：四谷シモン
- 木島やす子：浜美枝
- ポートボールの人：黒木まや
- ちかちゃんの友達：水口明子

#### スタッフ（1989年版）
- 原作：吉本ばなな
- 監督・脚本：森田芳光

### 1997年版
『kitchen キッチン』（原題：我愛厨房、英題：Aggie et Louie）という邦題で日本・香港合作で映画化された。監督はイム・ホー、主演は富田靖子。

#### キャスト（1997年版）
役名 - 出演者…原作での該当人物
- アギー - 富田靖子…桜井みかげ
- ルイ - ジョーダン・チャン…田辺雄一
- エマ - ロー・ガーイン…えり子さん
- ジェニー - カレン・モク…奥野真美
- チウ - ラウ・シウミン（中国語版）…店の客
- Chika - ロー・コンラン（中国語版）…ちかちゃん

#### スタッフ（1997年版）
- 監督・脚本 - イム・ホー
- 原作 - 吉本ばなな
- 製作総指揮 - 徳間康快
- エクゼクティブ・プロデューサー - 大里洋吉、レイモンド・チョウ
- 製作 - イム・ホー、クリストファー・フィグ
- 撮影 - プーン・ハンサン
- 美術 - レオン・ワーサン、ジェーソン・マク
- 音楽 - 大友良英、内橋和久
- サウンドトラック・プロデューサー - 鈴木清文
- 編集 - プーン・ハンコウ
- アソシエイト・プロデューサー - ロジャー・リー
- 字幕 - 税田春介
- 配給 - アミューズ
- 製作会社 - ピンイースト・ピクチャーズ、ハーヴェスト・クラウン・プロ、アミューズ

## ラジオドラマ
- 1988年にTBSラジオのラジオ図書館にて、ラジオドラマとして放送されている。